# Geomyces pannorum
Geomyces pannorum är en svampart som först beskrevs av Heinrich Friedrich Link, och fick sitt nu gällande namn av Sigler & J.W. Carmich. 1976. Enligt Catalogue of Life ingår Geomyces pannorum i släktet Geomyces, klassen Leotiomycetes, divisionen sporsäcksvampar och riket svampar, men enligt Dyntaxa är tillhörigheten istället släktet Geomyces, familjen Myxotrichaceae, klassen Leotiomycetes, divisionen sporsäcksvampar och riket svampar. Arten är reproducerande i Sverige. Inga underarter finns listade i Catalogue of Life.